# 亨德森鎮區 (明尼蘇達州錫布利縣)
亨德森鎮區（英語：Henderson Township）是一個位於美國明尼蘇達州錫布利縣的行政鎮區。

## 人口
根據2020年美國人口普查的數據，亨德森鎮區的面積為77.86平方千米，當中陸地面積為77.21平方千米，而水域面積為0.64平方千米。當地共有人口665人，而人口密度為每平方千米9人。